# Prezerwy
Prezerwy – przetwory żywnościowe o krótkim okresie trwałości, metoda utrwalania żywności w hermetycznym opakowaniu bez obróbki termicznej, zwykle solone, często  z dodatkiem innych, dozwolonych normami, środków chemicznych (jak kwas benzoesowy lub jego sól sodowa – benzoesan sodu). Prezerwy są zamykane podobnie jak konserwy – w szczelne puszki, słoiki lub opakowania z tworzyw sztucznych.
Okres trwałości prezerw wynosi w zależności od temperatury przechowywania:
- 8 dni – w temperaturze powyżej +8 °C, nie wyższej jednak niż +18 °C
- 21 dni – w temperaturze od -2 do +8 °C

Prezerwy powinny być przechowywane w warunkach chłodniczych, w temperaturach do 10 °C. Nie należy wystawiać ich na działanie promieni słonecznych oraz w miejscach nie
chłodzonych.